# MUZtheater
Het MUZtheater is een theatergezelschap. MUZtheater bestaat sinds 1984 en opgericht door Theo Fransz en Jan-Willem van Kruyssen. Indertijd wat het een van de eerste professionele theatergezelschappen die zich specifiek richtte op een publiek van 12 tot 18 jaar. Tegenwoordig spreken de voorstellingen spreken zowel jongeren als volwassenen aan. Per seizoen speelt het MUZtheater twee of drie producties (in totaal circa 150 voorstellingen) op scholen voor voortgezet onderwijs en in theaters en schouwburgen in Nederland en Vlaanderen. Vanaf 1993 wordt het MUZtheater structureel gesubsidieerd door het ministerie van OCW en de provincie Noord-Holland. 
In de voorstellingen van het MUZtheater wordt veelvuldig gebruikgemaakt van (live)muziek. Hiervoor worden zowel bestaande als eigen composities gebruikt.

## Educatie
Naast het maken en spelen van theaterproducties biedt het MUZtheater bij alle voorstellingen een educatief pakket aan, zoals workshops, inleidingen, nagesprekken en de mogelijkheid om theatermakers te ontmoeten. Hierbij wordt ernaar gestreefd om jongeren op een actieve wijze, met gebruik van diverse (nieuwe) media, te enthousiasmeren voor theater.
In 2001 is de jongerengroep NEST ontstaan, een broedplaats waarin Zaanse jongeren onder leiding van het MUZtheater tot een eigen voorstelling komen, die wordt gepresenteerd in de zaal van het MUZtheater en het Zaantheater.

## Internationaal
Het MUZtheater participeert in internationale uitwisselingsprojecten met collega-theatergezelschappen uit heel Europa. Het MUZtheater initieerde Magic-Net, een netwerk dat streeft naar een grensoverschrijdende artistieke samenwerking tussen dertien theaters uit twaalf landen, teneinde meerdere co-producties op de planken te brengen. Deze gaan op tournee door Europa en zijn voornamelijk bedoeld voor een publiek van 16 tot 25 jaar. 

## Producties
Producties en speeljaren:
- De Werkweek 1984-1987
- de Discriminatieshow 1984-1987
- Morgen 1987-1988
- ... Nou èn?! 1985-1989
- Ken je dat? 1986-1990
- de Op Tilt Show 1988-1990
- de Dood is Gek 1988-1991
- Stefan 1989-1991
- Heldendom 1990-1991
- de Zucht 1991-1993
- Lieve Jeléna Sergéjevna 1992-1993
- Othello 1993-1994
- Esther 1994-1995
- Mirad, een jongen uit Bosnië, deel 2 1995-1996
- de Kast 1995-1996
- Stefan (reprise i.s.m. de Theaterschool Amsterdam) 1995-1996
- Esther (reprise) 1995-1996
- M/V 1996-1997
- Zwaarbewaakte Treinen 1997-1998
- Danny en Roberta 1997-1999
- Pumpkin 1998-1999
- een Macbeth 1998-2000
- Wiseguys 1999-2000
- de Beer 2000-2001
- Co-starring 2000-2001
- de Kale Zangeres 2000-2001
- The Stones 2001-2002
- Truckstop 2001-2002
- Bloeddochters - met dank aan King Lear 2002-2003
- Wat lul je nou! 2002-2003
- Pjotr 2003-2004
- Smoor 2003-2004
- Hotel Bömmelding 2003-2004
- Dode Mus 2004-2005
- A Midsummer Night's Dream 2004-2005
- GIZMO 2004-2005
- A European Odyssey 2005-2006
- >Turn on / Tune in / Drop out< 2005-2006
- Spaanse Schans 2005-2006
- Heart of a Boxer 2005-2006
- Hannah & Hanna 2005-2006
- Night Flight 2005-2006
- Romeo Delta 2006-2007
- De Ring 2006-2007
- Adopt a Soldier 2006-2007
- Theatre Cafe 2007-2008
- Kop Vol Spijkers 2006-2008
- Hannah & Hanna (reprise) 2007-2008
- Medea 2007-2008
- H.U.N.K.S. 2008
- Ex-It 2008